# Футбол на летних Олимпийских играх 1956

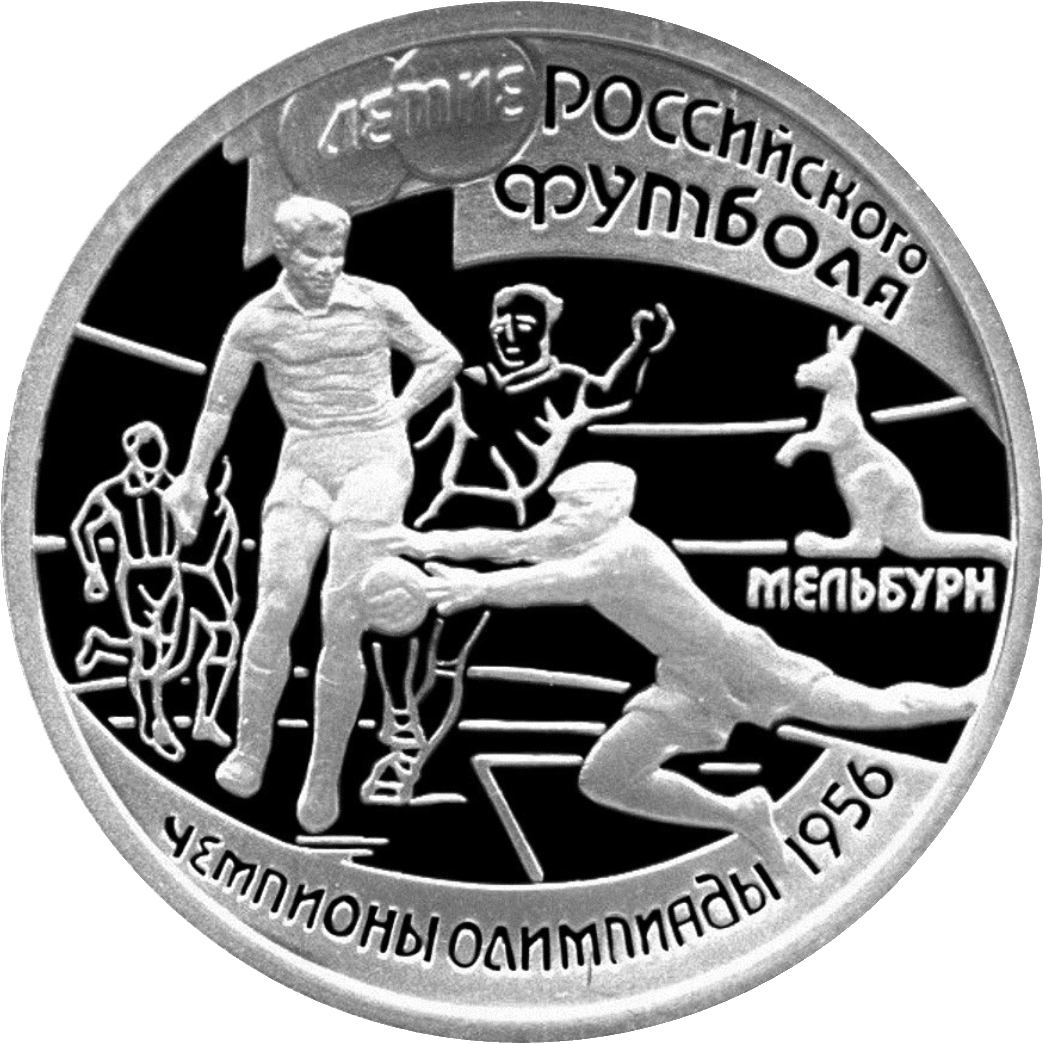

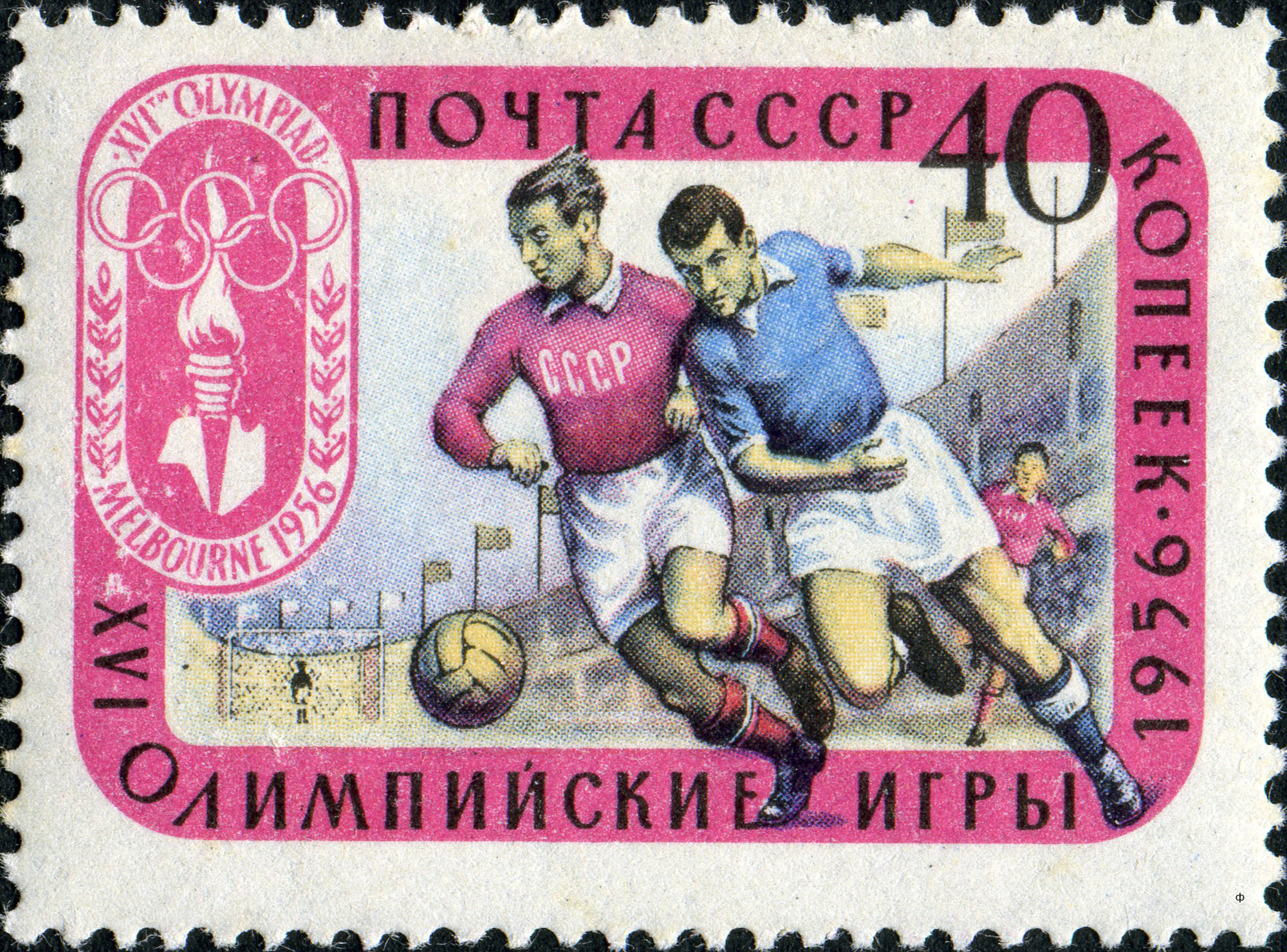
Марка СССР

Футбольный турнир летних Олимпийских игр 1956 года стал одним из самых укороченных футбольных соревнований за историю современных Олимпиад. Из 16 команд-участниц пятеро сошли с дистанции ещё на первом этапе, отказавшись играть с некоторыми соперниками. Так, отказались играть Венгрия, Турция, Вьетнам, Китай и Египет, вследствие чего Индия, Индонезия и Болгария прошли в следующий раунд (Китай и Турция должны были играть друг с другом), а матч Югославия — США был перенесён на этап четвертьфинала.
В целом уровень турнира был скорее низким — не участвовала ни одна из западноевропейских команд, кроме любителей из Великобритании. Однако за ОГК играли, как минимум, три чемпиона мира 1954 года (Х. Эккель, Й. Позипаль и Ф. Вальтер) Ни разу не игравшая на чемпионатах мира сборная Индии сумела пробиться в полуфинал, где была разгромлена югославами. Сам же турнир стал первым крупным триумфом сборной СССР. Так, в полуфинале против Болгарии после основного времени счёт был 0:0, в дополнительное время счёт открыли болгары, но затем за 5 минут советские футболисты забили дважды и вышли в финал, где обыграли сборную Югославии со счётом 1:0. Эти же команды встретятся через 4 года в финале первого в истории чемпионата Европы и вновь верх одержат советские футболисты.

## Квалификация

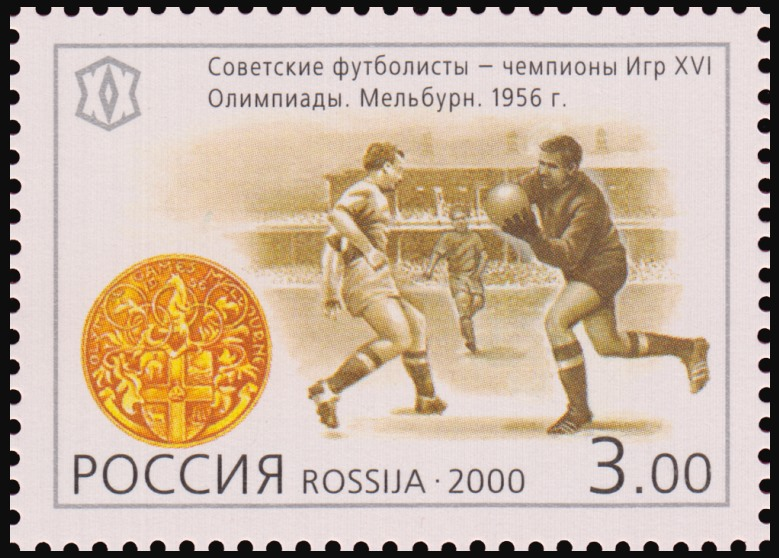
Советские футболисты — чемпионы Игр XVI Олимпиады. Мельбурн (1956). Почтовая марка России

## Медалисты
Разные сборные заявили разное количество игроков на турнир. Сборная СССР внесла в заявку все 20 человек, тогда как сборная Югославии ограничилась 14 футболистами, а Болгарии — 15.
Футболисты, перечисленные ниже черты, были в составе, но не сыграли на турнире ни одного матча.
| Золото | Серебро | Бронза |
| СССР · Лев Яшин · Николай Тищенко · Михаил Огоньков · Алексей Парамонов · Анатолий Башашкин · Игорь Нетто · Борис Татушин · Анатолий Исаев · Эдуард Стрельцов · Валентин Иванов · Владимир Рыжкин · Борис Кузнецов · Йожеф Беца · Сергей Сальников · Борис Разинский · Анатолий Маслёнкин · Анатолий Ильин · Никита Симонян Юрий Беляев · Анатолий Порхунов | Югославия · Благоя Видинич · Петар Раденкович · Сава Антич · Ибрахим Биоградлич · Младен Кошчак · Доброслав Крстич · Лука Липошинович · Мухаммед Муйич · Златко Папец · Никола Радович · Иван Шантек · Драгослав Шекуларац · Любиша Спаич · Тодор Веселинович | Болгария · Стефан Божков · Тодор Диев · Георги Димитров · Милчо Горанов · Иван Колев · Никола Ковачев · Манол Манолов · Димитр Миланов · Георги Найденов · Панайот Панайотов · Кирил Ракаров · Гаврил Стоянов · Крум Янев · Йордан Йосифов · Илия Кирчев |

## Результаты

### 1/8 финала
|       | \| Индия \| +:- \| Венгрия \| | Мельбурн |
| Индия | +:-                           | Венгрия  |

|           | \| Индонезия \| +:- \| Южный Вьетнам \| | Мельбурн      |
| Индонезия | +:-                                     | Южный Вьетнам |

|       | \| Китай \| -:- \| Турция \| | Мельбурн |
| Китай | -:-                          | Турция   |

|          | \| Болгария \| +:- \| Египет \| | Мельбурн |
| Болгария | +:-                             | Египет   |

|     | \| США \| +:+ \| Югославия \| | Мельбурн  |
| США | +:+                           | Югославия |

| 24 ноября 1956 12:00                    | \| СССР \| 2:1 отчёт \| Объединённая германская команда \| \| Анатолий Исаев 23' Эдуард Стрельцов 86' \| Голы \| Эрнст Хабиг 89' \| | Мельбурн Крикет Граунд Зрителей: 12 000 Судья: Роберт Манн |
| СССР                                    | 2:1 отчёт | Объединённая германская команда                            |
| Анатолий Исаев 23' Эдуард Стрельцов 86' | Голы | Эрнст Хабиг 89'                                            |

| 26 ноября 1956 12:00                                                                                        | \| Великобритания \| 9:0 отчёт \| Таиланд \| \| Чарльз Твисселл 12',20' Джим Льюис 21'-п. Джон Лэйберн 30',82',85' Джордж Бромилоу 75',78' Лоуренс Топп 90' \| Голы \| \| | Мельбурн Крикет Граунд Зрителей: 3 693 Судья: Николай Латышев |
| Великобритания                                                                                              | 9:0 отчёт | Таиланд                                                       |
| Чарльз Твисселл 12',20' Джим Льюис 21'-п. Джон Лэйберн 30',82',85' Джордж Бромилоу 75',78' Лоуренс Топп 90' | Голы |                                                               |

| 27 ноября 1956 12:00                  | \| Австралия \| 2:0 отчёт \| Япония \| \| Грэм Макмиллан 26' Фрэнсис Логрэн 61' \| Голы \| \| | Мельбурн Крикет Граунд Зрителей: 3 568 Судья: Реджинальд Лунд |
| Австралия                             | 2:0 отчёт                                                                                     | Япония                                                        |
| Грэм Макмиллан 26' Фрэнсис Логрэн 61' | Голы                                                                                          |                                                               |

### 1/4 финала
| 28 ноября 1956 12:00                                                                        | \| Югославия \| 9:1 отчёт \| США \| \| Тодор Веселинович 10',84',90' Сава Антич 12',73' Мухамед Муйич 16',35',56' Златко Папец 20' \| Голы \| Альфред Зерхюйзен 42' \| | Олимпик-парк Зрителей: 5 292 Судья: Морис Свейн |
| Югославия                                                                                   | 9:1 отчёт | США                                             |
| Тодор Веселинович 10',84',90' Сава Антич 12',73' Мухамед Муйич 16',35',56' Златко Папец 20' | Голы | Альфред Зерхюйзен 42'                           |

| 29 ноября 1956 12:00 | \| СССР \| 0–0 отчёт \| Индонезия \| | Олимпик-парк Зрителей: 3 228 Судья: Сигемару Такенокоси |
| СССР                 | 0–0 отчёт                            | Индонезия                                               |

| 1 декабря 1956 12:00                                         | \| СССР \| 4:0 отчёт \| Индонезия \| \| Сергей Сальников 17',59' Валентин Иванов 19' Игорь Нетто 43' \| Голы \| \| | Олимпик-парк Зрителей: 6 735 Судья: Реджинальд Лунд |
| СССР                                                         | 4:0 отчёт | Индонезия                                           |
| Сергей Сальников 17',59' Валентин Иванов 19' Игорь Нетто 43' | Голы |                                                     |

| 30 ноября 1956 12:00                                             | \| Болгария \| 6:1 отчёт \| Великобритания \| \| Георги Димитров 6' Иван Колев 40',85' Димитр Миланов 45',75',80' \| Голы \| Джим Льюис 30' \| | Мельбурн Крикет Граунд Зрителей: 6 748 Судья: Рон Райт |
| Болгария                                                         | 6:1 отчёт | Великобритания                                         |
| Георги Димитров 6' Иван Колев 40',85' Димитр Миланов 45',75',80' | Голы | Джим Льюис 30'                                         |

| 1 декабря 1956 12:00 | \| Австралия \| 2:4 Report \| Индия \| \| Брюс Морроу 17',41' \| Голы \| Невилл Д'Соуза 9',33',50' Китту 80' \| | Мельбурн Крикет Граунд Зрителей: 7 413 Судья: Крис Венсвен |
| Австралия            | 2:4 Report | Индия                                                      |
| Брюс Морроу 17',41'  | Голы | Невилл Д'Соуза 9',33',50' Китту 80'                        |

### Полуфиналы
| 4 декабря 1956 12:00                                               | \| Югославия \| 4:1 отчёт \| Индия \| \| Златко Папец 54',65' Тодор Веселинович 57' Мухаммад Салам 78'-авт. \| Голы \| Невилл Д'Соуза 52' \| | Мельбурн Крикет Граунд Зрителей: 16 626 Судья: Николай Латышев |
| Югославия                                                          | 4:1 отчёт | Индия                                                          |
| Златко Папец 54',65' Тодор Веселинович 57' Мухаммад Салам 78'-авт. | Голы | Невилл Д'Соуза 52'                                             |

| 5 декабря 1956 12:00                     | \| СССР \| 2 : 1 д.в. отчёт \| Болгария \| \| Эдуард Стрельцов 112' Борис Татушин 116' \| Голы \| Иван Колев 95' \| | Олимпик-парк Зрителей: 21 079 Судья: Роберт Манн |
| СССР                                     | 2 : 1 д.в. отчёт | Болгария                                         |
| Эдуард Стрельцов 112' Борис Татушин 116' | Голы | Иван Колев 95'                                   |

### Матч за 3-е место
| 7 декабря 1956 12:00                     | \| Болгария \| 3 : 0 отчёт \| Индия \| \| Тодор Диев 37′, 60′ · Димитр Миланов 42′ \| Голы \| \| | Мельбурн Крикет Граунд Зрителей: 21 236 Судья: Николай Латышев |
| Болгария                                 | 3 : 0 отчёт                                                                                      | Индия                                                          |
| Тодор Диев 37′, 60′ · Димитр Миланов 42′ | Голы                                                                                             |                                                                |

### Финал
| 8 декабря 1956 12:00 | \| СССР \| 1 : 0 отчёт \| Югославия \| \| Анатолий Ильин 48′ \| Голы \| \| | «Мельбурн Крикет Граунд», Мельбурн Зрителей: 86 716 Судья: Рон Райт |
| СССР                 | 1 : 0 отчёт                                                                | Югославия                                                           |
| Анатолий Ильин 48′   | Голы                                                                       |                                                                     |